# Heiligendamm
Heiligendamm – część miasta Bad Doberan w kraju związkowym Meklemburgia-Pomorze Przednie, w powiecie Rostock. Najstarszy niemiecki kurort nadbałtycki, założony w 1793 roku.
Z powodu białych klasycystycznych budynków ciągnących się wzdłuż promenady przy plaży Heiligendamm zwane jest „białym miastem nad morzem” (niem. die weiße Stadt am Meer).
Od 1886 roku Heiligendamm łączy z Bad Doberanem kolejka wąskotorowa Molli.
Między 6 a 8 czerwca 2007 w uzdrowisku odbywał się 33. szczyt przywódców państw grupy G8.

## Galeria

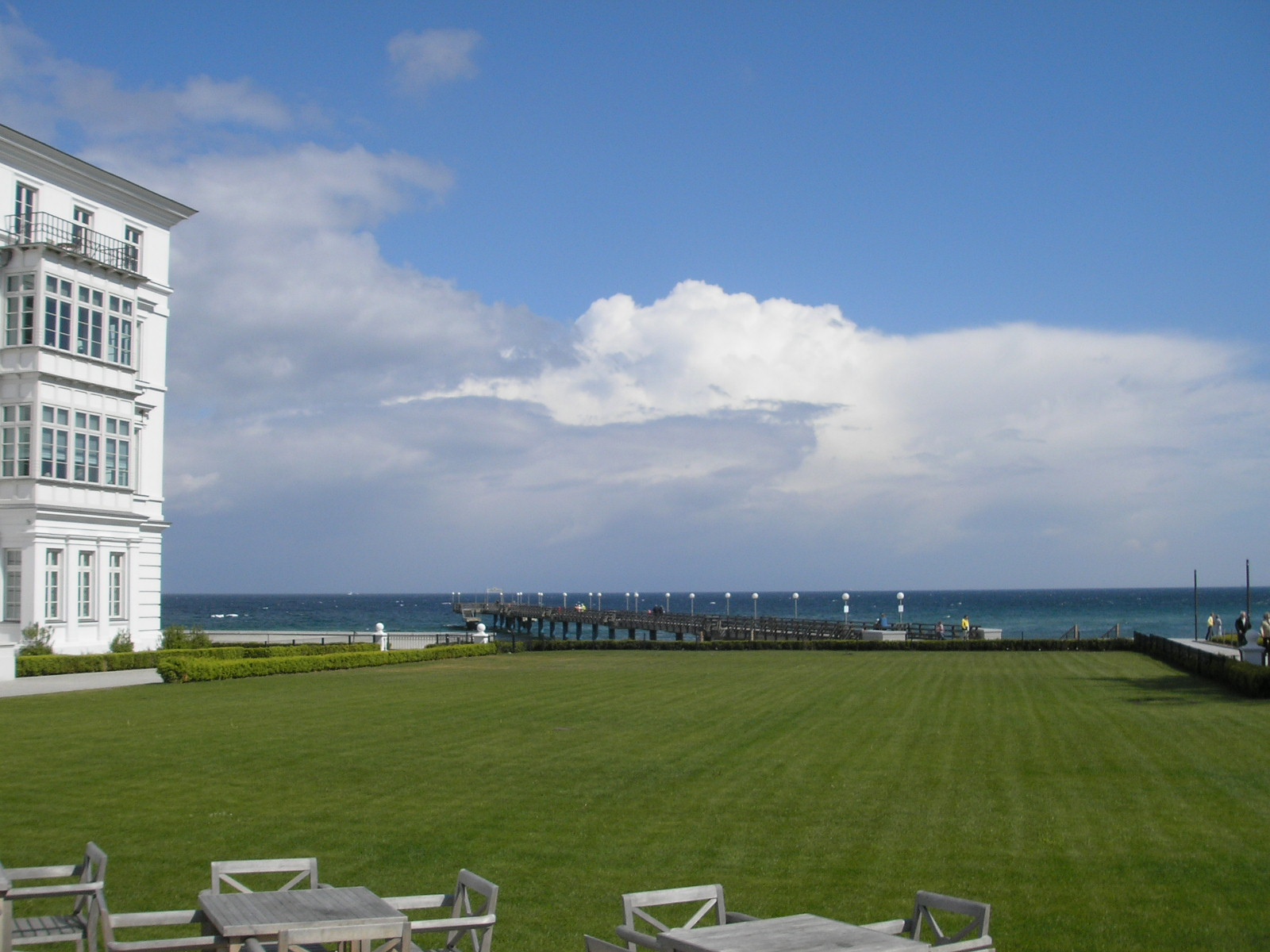
Widok na Morze Bałtyckie
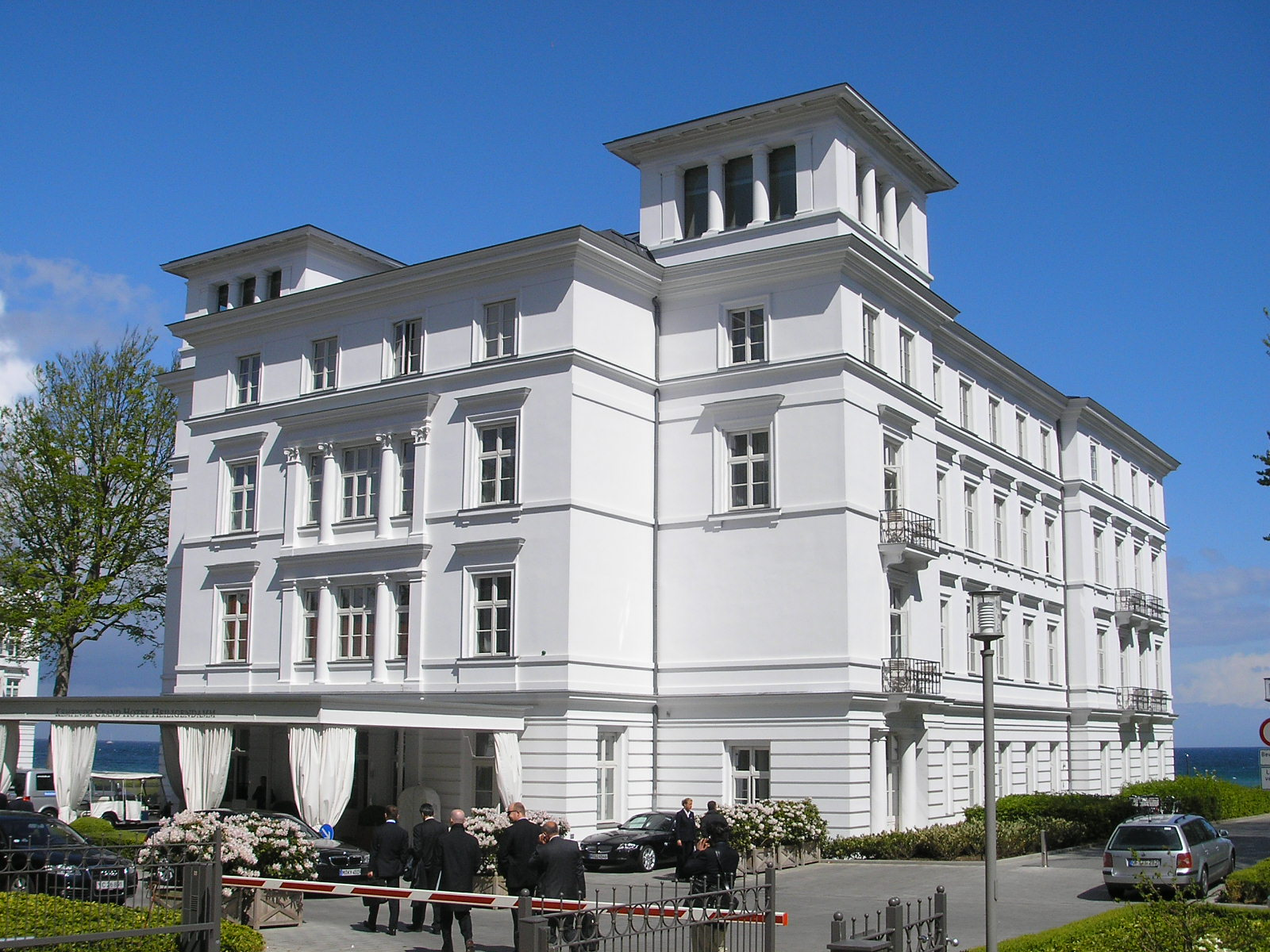
Grand Hotel Kempinski
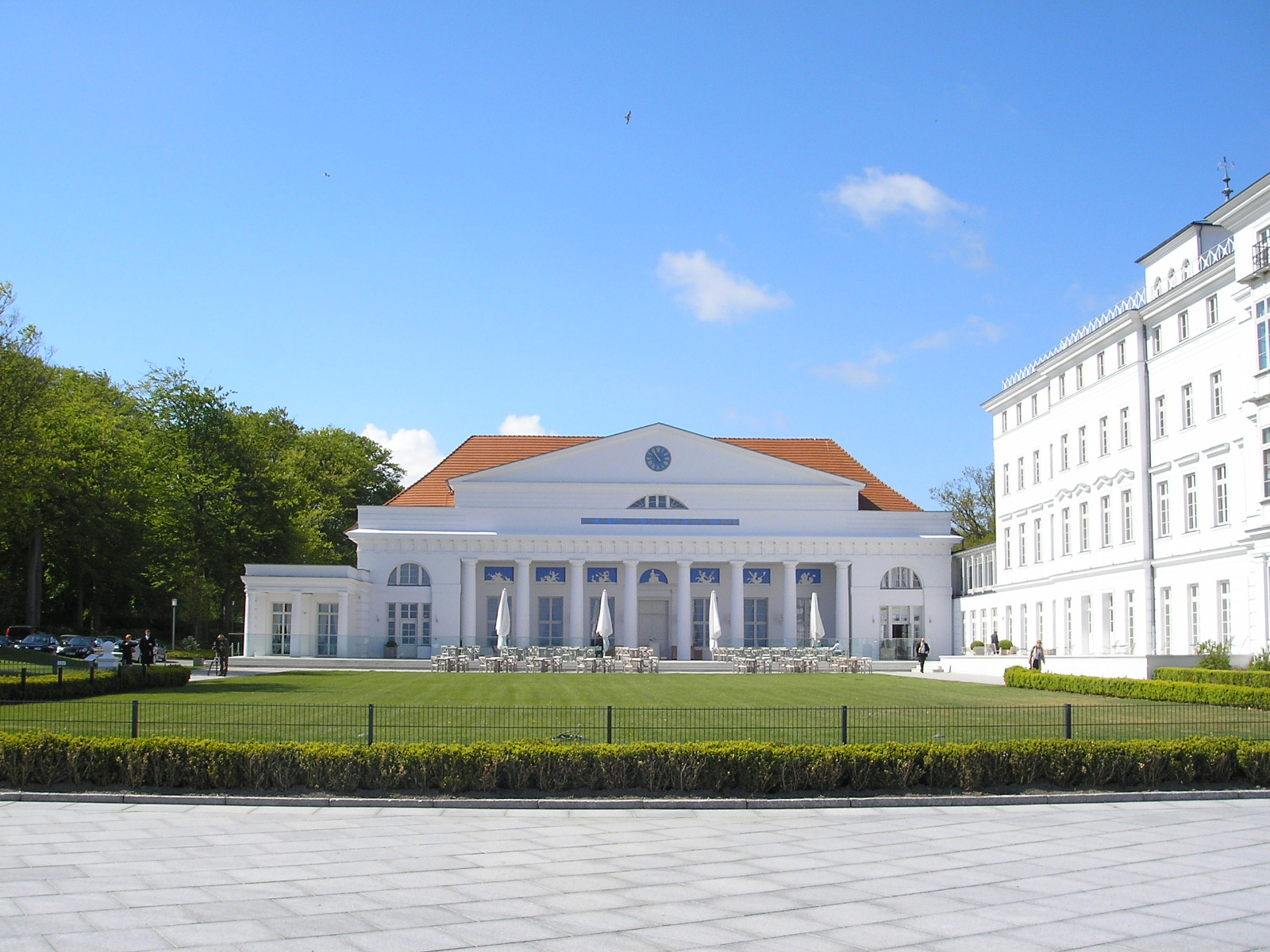
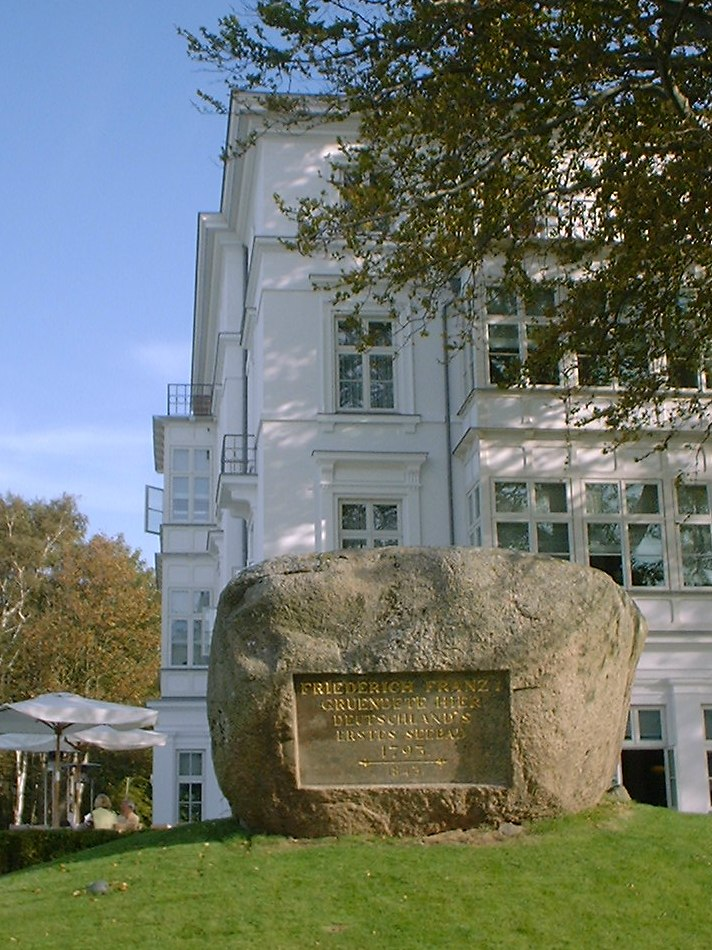
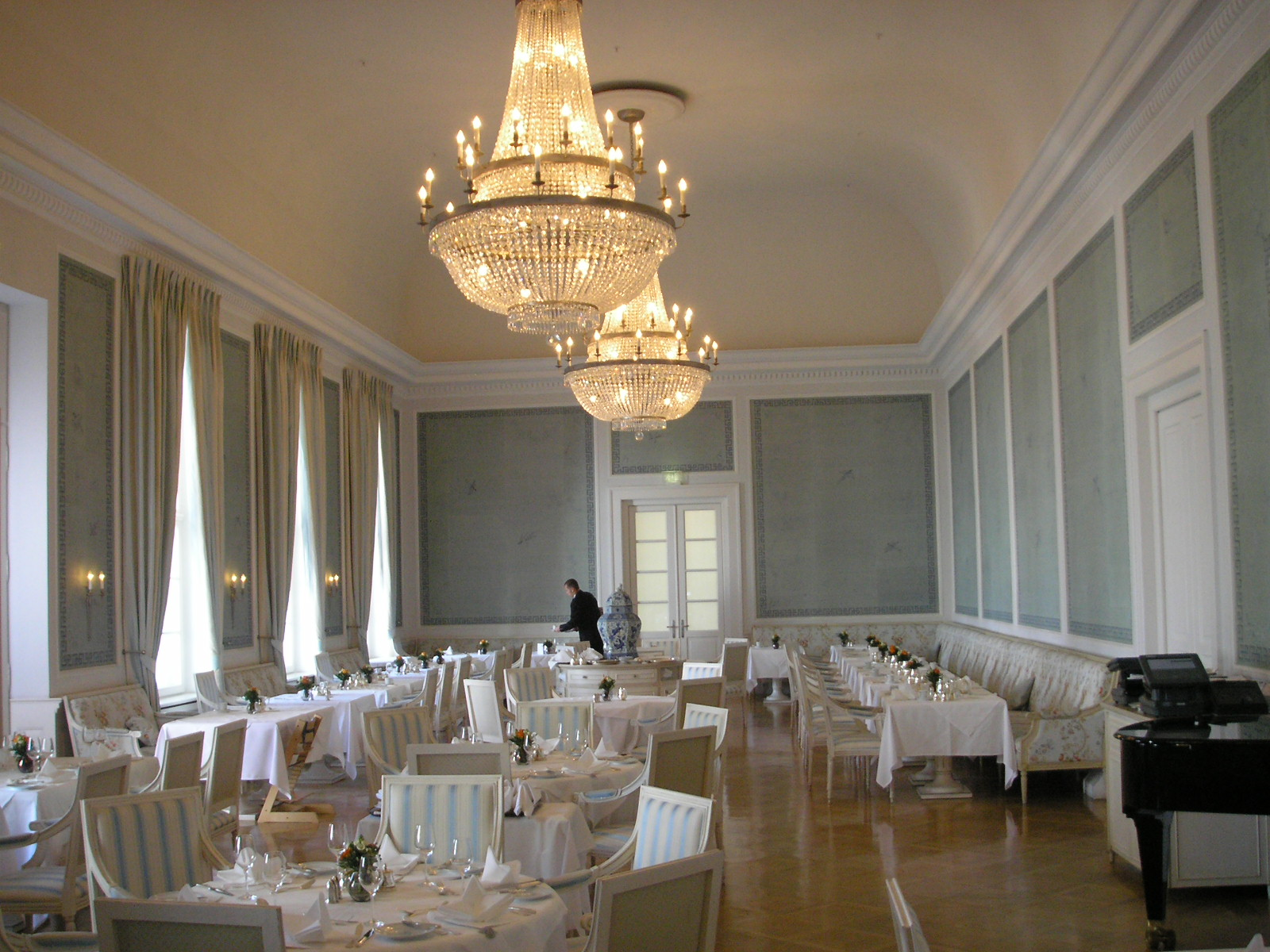
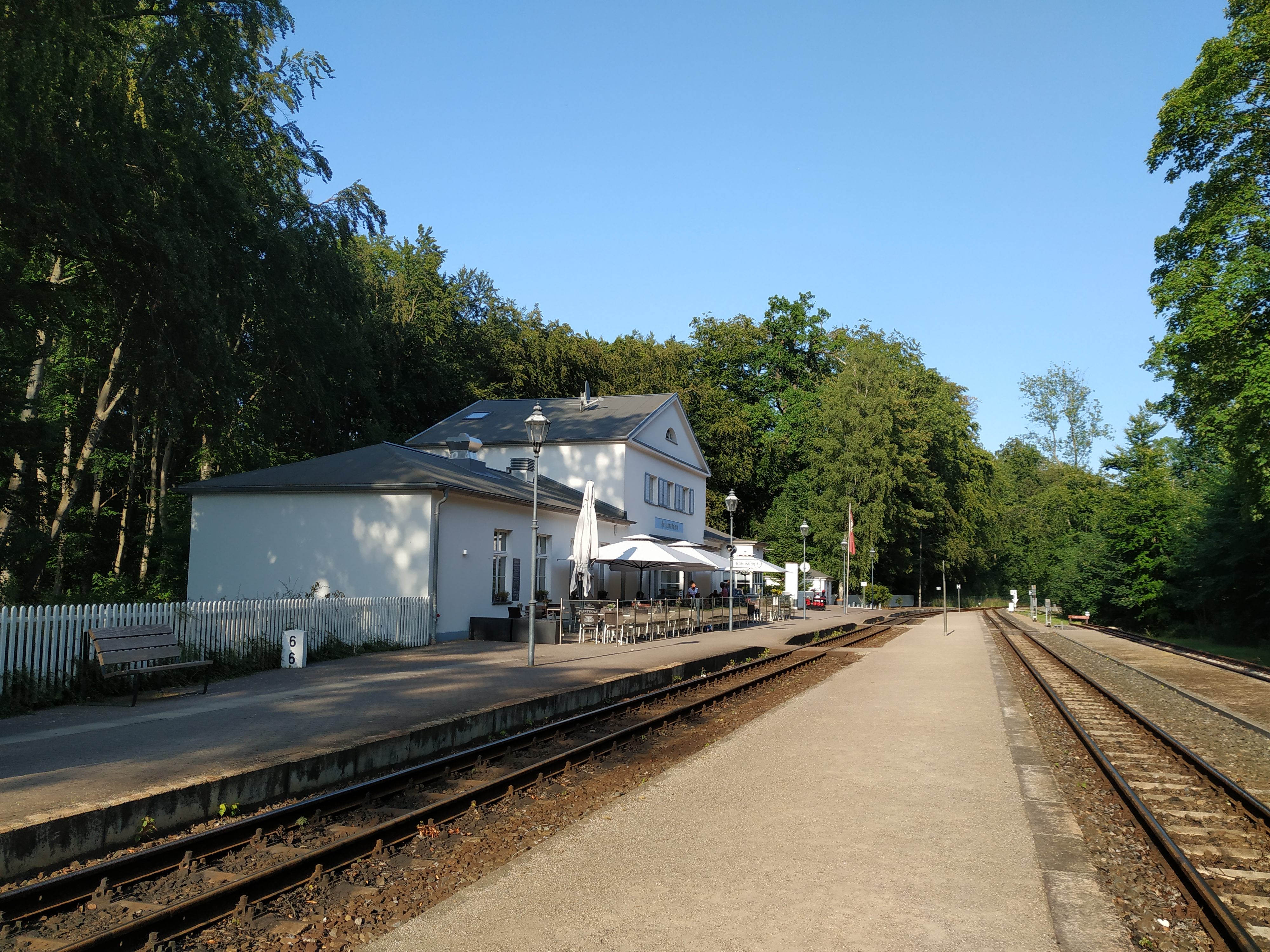